# Panurginus maritimus
Panurginus maritimus är en biart som beskrevs av Michener 1935. Panurginus maritimus ingår i släktet bergsbin, och familjen grävbin. Inga underarter finns listade i Catalogue of Life.